# Qu Taisu
Qu Taisu (Caratteri cinesi: 瞿太素; Changshu, 1549 – 1612) è stato un funzionario e matematico cinese.
Mandarino vissuto al tempo della Dinastia Ming, Qu Taisu fu una delle personalità cinesi più vicine a Matteo Ricci e che più aiutarono la Missione gesuita in Cina. Qu, dopo aver studiato matematica con Matteo Ricci per due anni nel 1589-1590, introdusse lo scienziato europeo presso gli ambienti mandarinali a Nanchang, Nanchino e Pechino. Fu con lui che Ricci iniziò la traduzione in cinese del primo libro degli Elementi di Geometria di Euclide, opera poi conclusa dal gesuita assieme a Xu Guangqi..

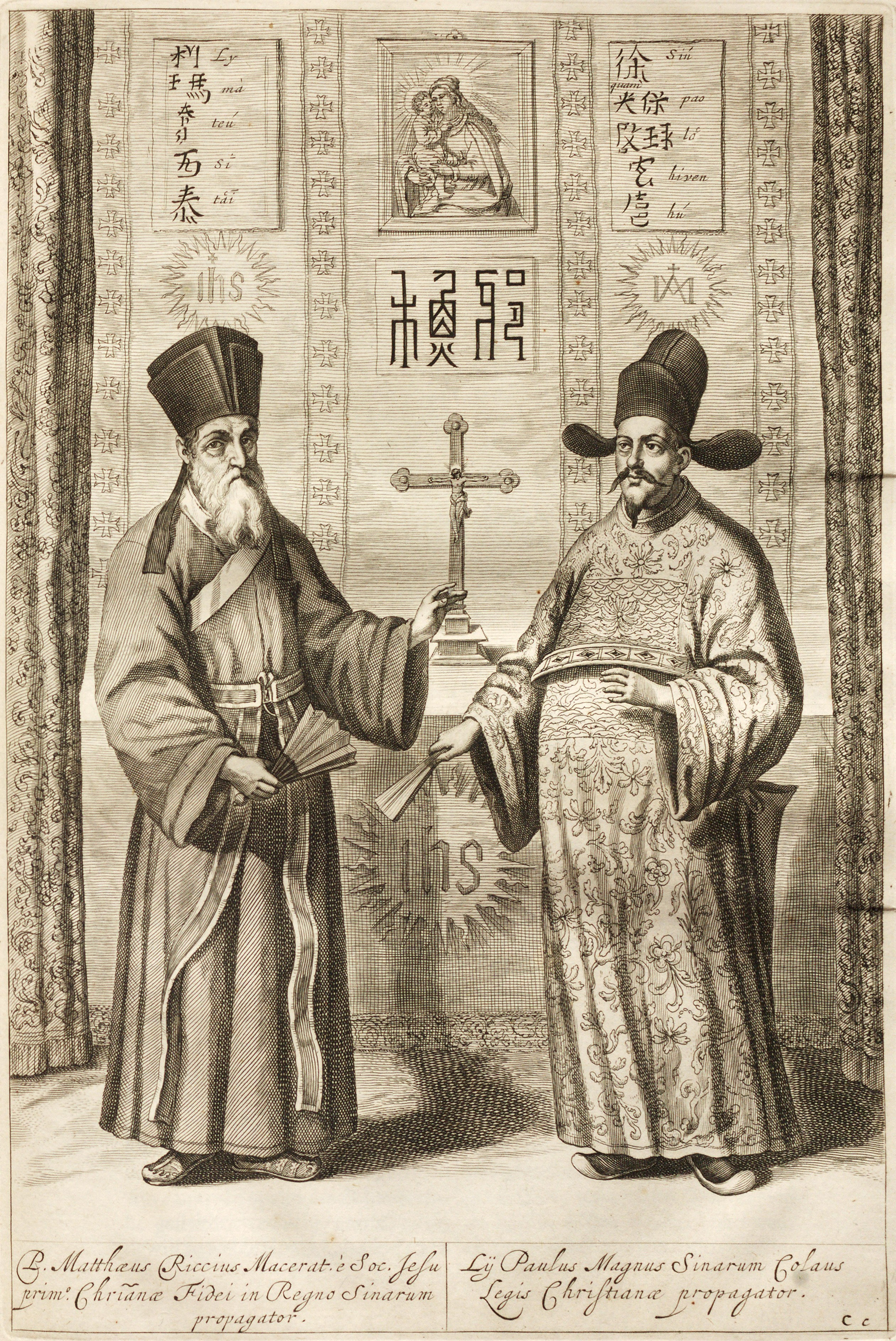
Xu Guangqi e Matteo Ricci (Athanasius Kircher. China Illustrata. 1670).

 Fu Qu Taisu a suggerire a Ricci di abbandonare gli abiti da bonzo buddista, che fino ad allora indossava, e di adottare le vesti degli studiosi cinesi. Convertito nel 1605 al Cristianesimo assunse il nome di Ignazio (in onore di Ignazio di Loyola fondatore della Compagnia di Gesù a cui Ricci apparteneva).